# Malá Vrbka
Malá Vrbka är en ort i Tjeckien.   Den ligger i regionen Södra Mähren, i den sydöstra delen av landet, 260 km sydost om huvudstaden Prag. Malá Vrbka ligger 273 meter över havet och antalet invånare är 205.
Terrängen runt Malá Vrbka är kuperad åt sydost, men åt nordväst är den platt. Runt Malá Vrbka är det ganska glesbefolkat, med 30 invånare per kvadratkilometer. Närmaste större samhälle är Veselí nad Moravou, 11,1 km nordväst om Malá Vrbka. Omgivningarna runt Malá Vrbka är en mosaik av jordbruksmark och naturlig växtlighet.